# Villages du Sénégal

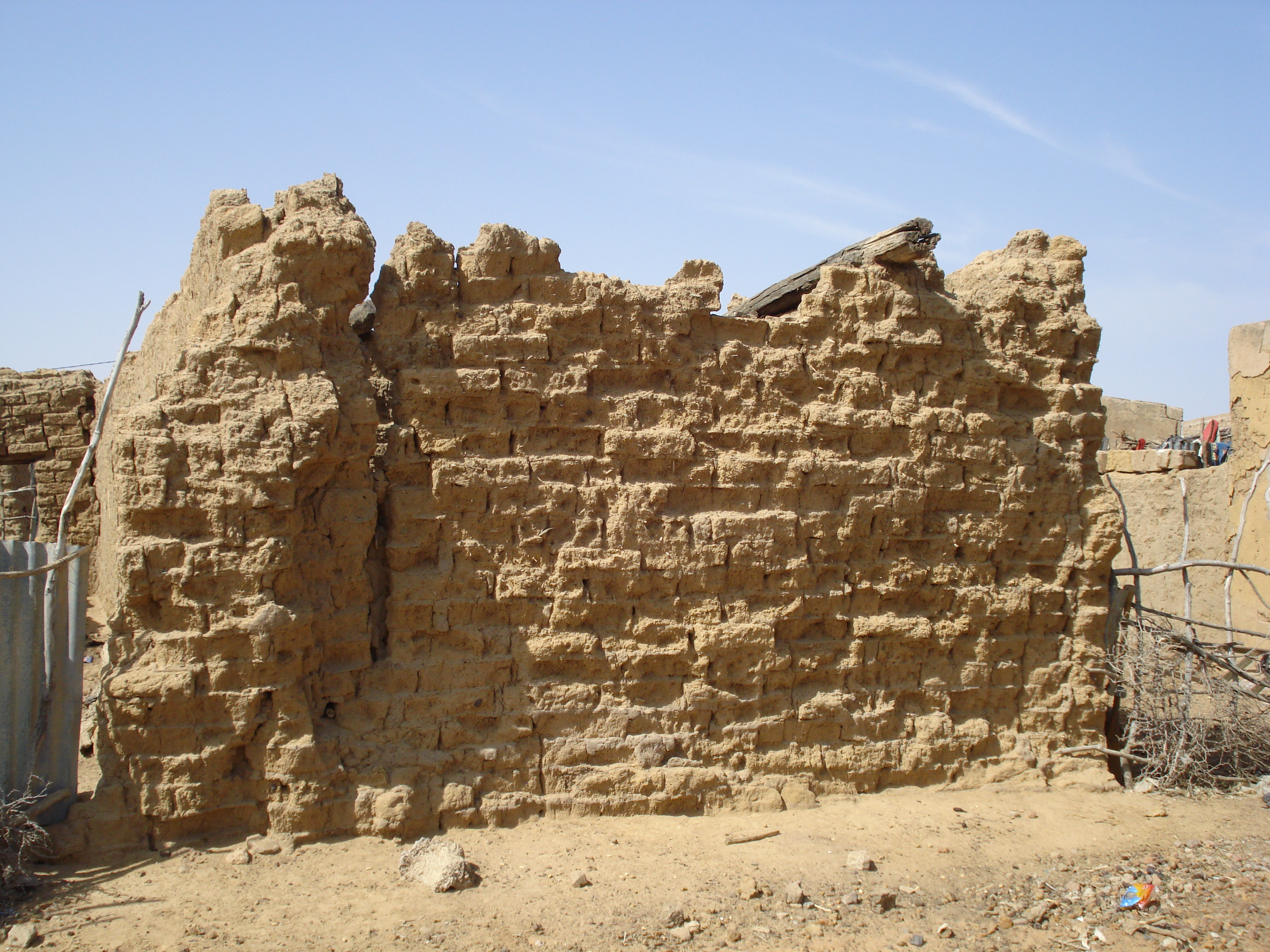
Reste d'une ancienne habitation (village d'Agnam-Goly)

 Les villages du Sénégal sont les cellules de base de l'administration territoriale du Sénégal. Ils sont constitués « par la réunion de plusieurs familles ou carrés en une seule agglomération ».
Les villages appartenant au même terroir sont regroupés au sein d'une communauté rurale. Ils sont administrés par un chef de village nommé.
Lors du recensement de 1988, on dénombrait 13 544 villages dans le pays. En 2013, on en compte 14 958.

## Histoire
Les recherches archéologiques menées au Sénégal permettent d'établir que l'élevage et l'agriculture y étaient pratiqués au IIe millénaire av. J.-C.. On y trouvait donc de longue date des regroupements plus ou moins permanents d'habitations, c'est-à-dire des villages. Les plus étudiés sont les anciens villages de la moyenne vallée du fleuve Sénégal. On sait ainsi que certains sites, comme Cubalel, ont été occupés pendant tout le  premier millénaire.
Quelques sources écrites – arabes ou portugaises – ainsi que les apports de la tradition orale permettent d'éclairer l'histoire de certains villages, mais les zones d'ombre restent nombreuses.

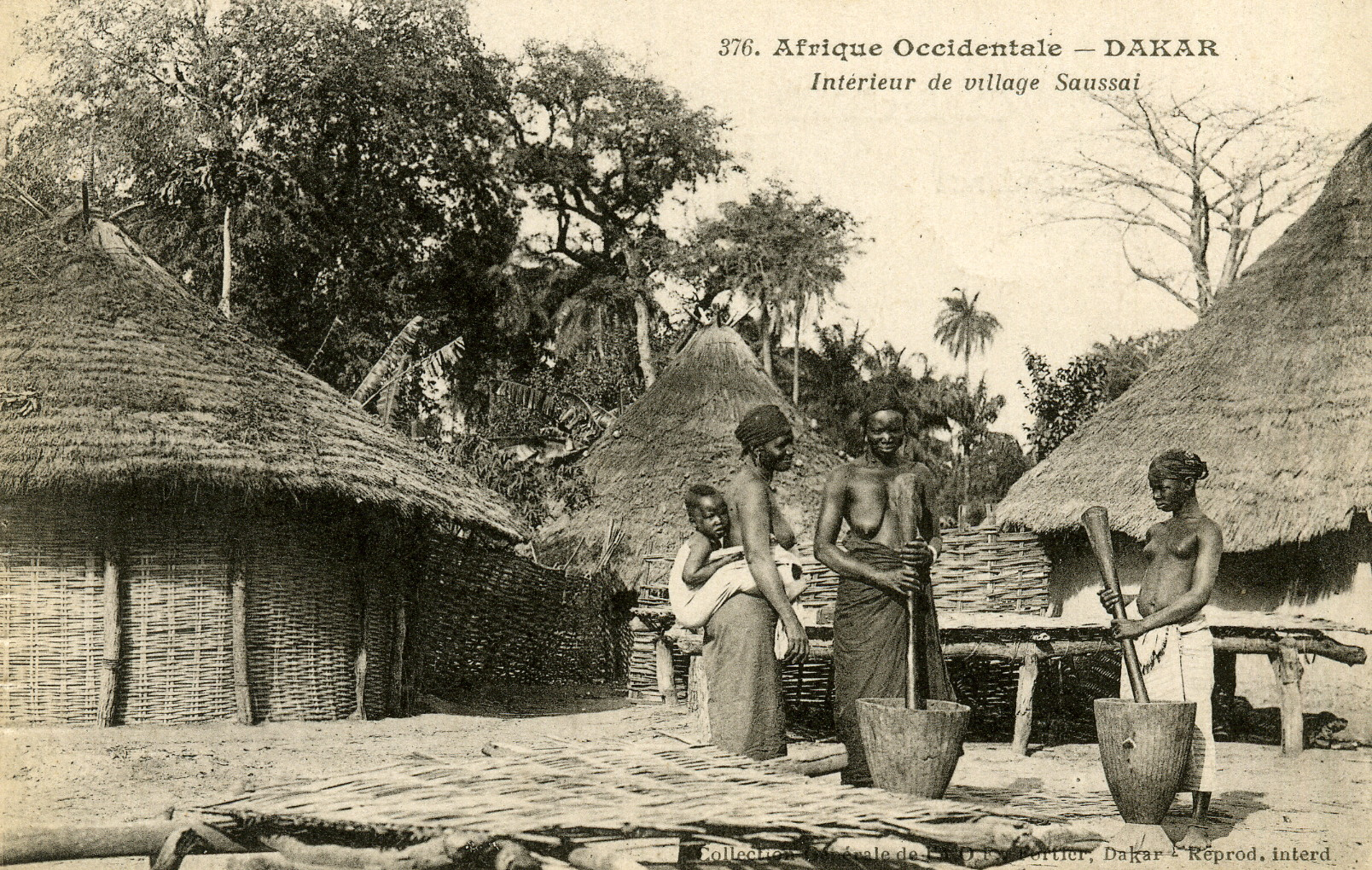
« Intérieur de village Saussai » (François-Edmond Fortier, vers 1920)

Longtemps le village relève du droit coutumier traditionnel, incarné par le chef de village. Les prérogatives de ces autorités sont remises en cause par la colonisation qui met en place une nouvelle structure administrative, fortement centralisée et hiérarchisée. Le chef de village devient le dernier échelon d'une pyramide coiffée par le ministre des Colonies, dont l'autorité est relayée par le gouverneur-général de l'AOF, le gouverneur du Sénégal, les chefs de région et de circonscription (commandants de cercle et chefs de canton). Même si leur nomination doit être ratifiée par le gouverneur, les chefs de village ne font pas officiellement partie de l'appareil administratif colonial – d'où leur position ambiguë –, mais ils sont, de fait, tenus pour responsables de la bonne marche des affaires dans leur village. Le recensement, la collecte des impôts, la transmission des informations font partie de leurs prérogatives. Les chefs sont presque toujours recrutés au sein de la population locale et issus d'une famille à laquelle la coutume reconnaît une réelle légitimité.
Néanmoins le pouvoir traditionnel des chefs de village se désagrège peu à peu, de même que leur popularité, car ils sont de plus en plus perçus comme les représentants du colonisateur. En outre, certains tirent profit de leur position à des fins personnelles. Cette évolution profite au contraire à une nouvelle élite, les marabouts, dont l'influence s'affirme dans les campagnes.
Un jugement du 3 novembre 1934 de la Cour d'Appel de Dakar avait reconnu au village « une sorte de personnalité civile coutumière ». Au moment de l'indépendance, l'article Ier de la loi no 60-015 du 13 janvier 1960 consacre le statut du village, qui est précisé au moment de la réforme de 1972. Le village est reconnu comme la cellule administrative de base.

## Organisation actuelle

### Le village
Le décret no 73-703 du 23 juillet 1973, promulgué par le président Senghor, précise les modalités de création et d'organisation des villages.

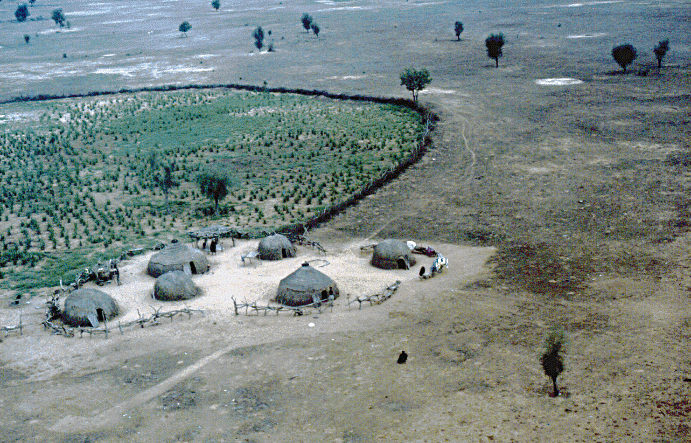
Plantation de millet près d'un campement peul

Le village réunit plusieurs familles ou carrés en une seule agglomération, éventuellement divisée en quartiers et parfois dotée de hameaux. Dans un pays où une partie de la population n'est pas complètement sédentarisée, il est admis que des campements ou groupements de familles semi-permanents ou semi-nomades peuvent être assimilés à des villages.
La création d'un nouveau village est marquée par plusieurs étapes : avis du Conseil rural et du Comité départemental de développement, arrêté du gouverneur de région sur proposition du préfet, approbation finale du ministre de l'Intérieur.
Les répertoires de villages, mis à jour après chaque recensement, sont établis par arrondissements. Les dernières listes publiées sont celles issues du Recensement général de la population et de l'habitat de 1988.

### Le chef de village
Les conditions de nomination et de cessation de fonctions du chef de village, ainsi que ses attributions sont redéfinies par le décret no 96-228 du 22 mars 1996, promulgué sous la présidence de Abdou Diouf.
La nomination d'un chef de village requiert plusieurs étapes : consultation des chefs de carrés, arrêté du préfet sur proposition du sous-préfet, approbation du ministre de l'Intérieur. Le chef de village prête alors serment.
Le candidat à ce poste doit remplir plusieurs conditions : être de nationalité sénégalaise, âgé d'au moins 25 ans, résider dans le village et satisfaire quelques autres critères physiques, moraux et administratifs.
Le chef de village est le représentant de l'autorité administrative dans le village. Il est notamment chargé de veiller à l'application de la loi, des mesures de police, des mesures sanitaires, des actions de développement et de protection de l'environnement. Il participe au recensement de la population et tient les cahiers de l'état civil. Il est également chargé de la collecte de l'impôt.

## Galerie

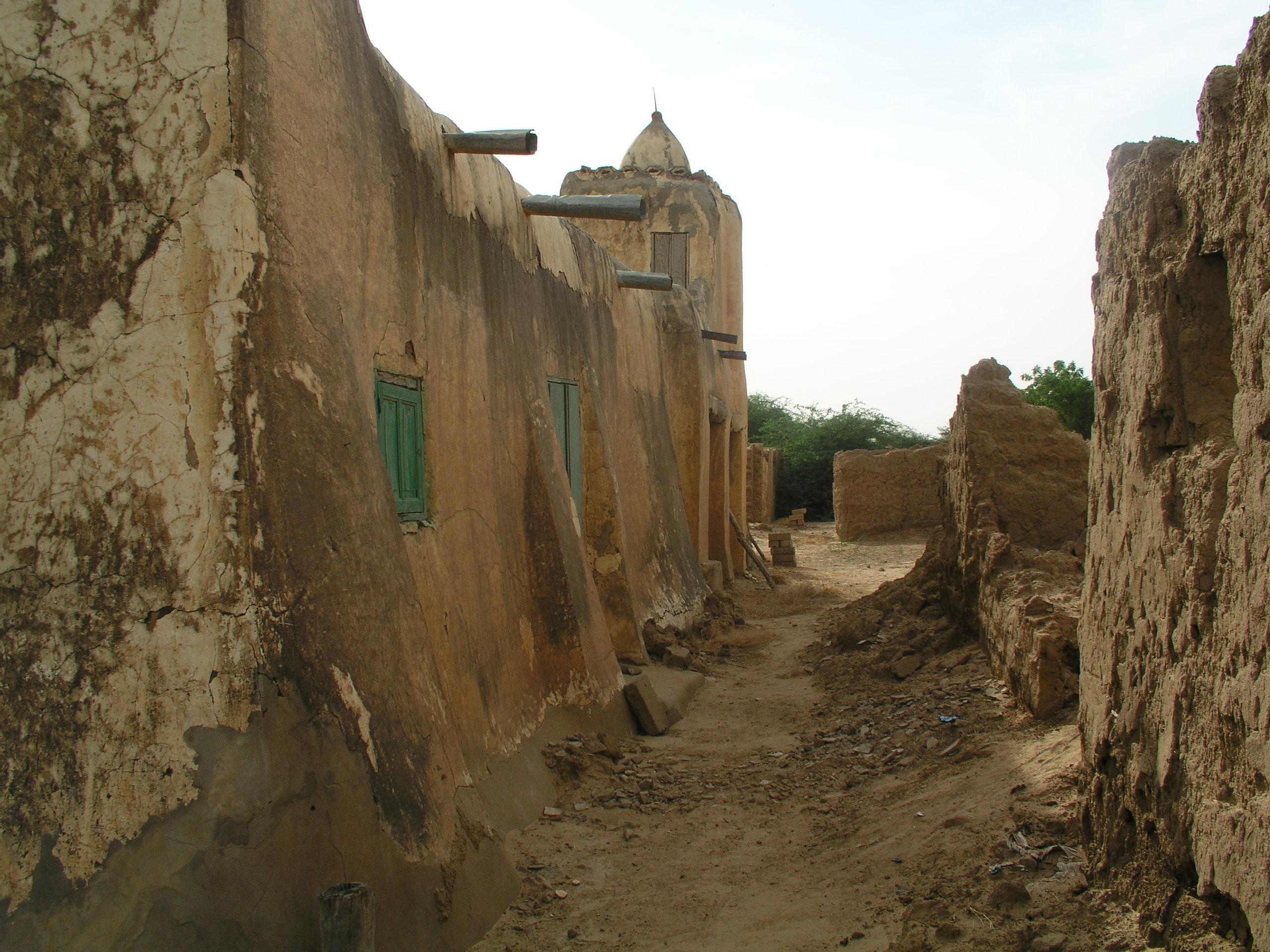
Rue de village et mosquée aux environs de Podor
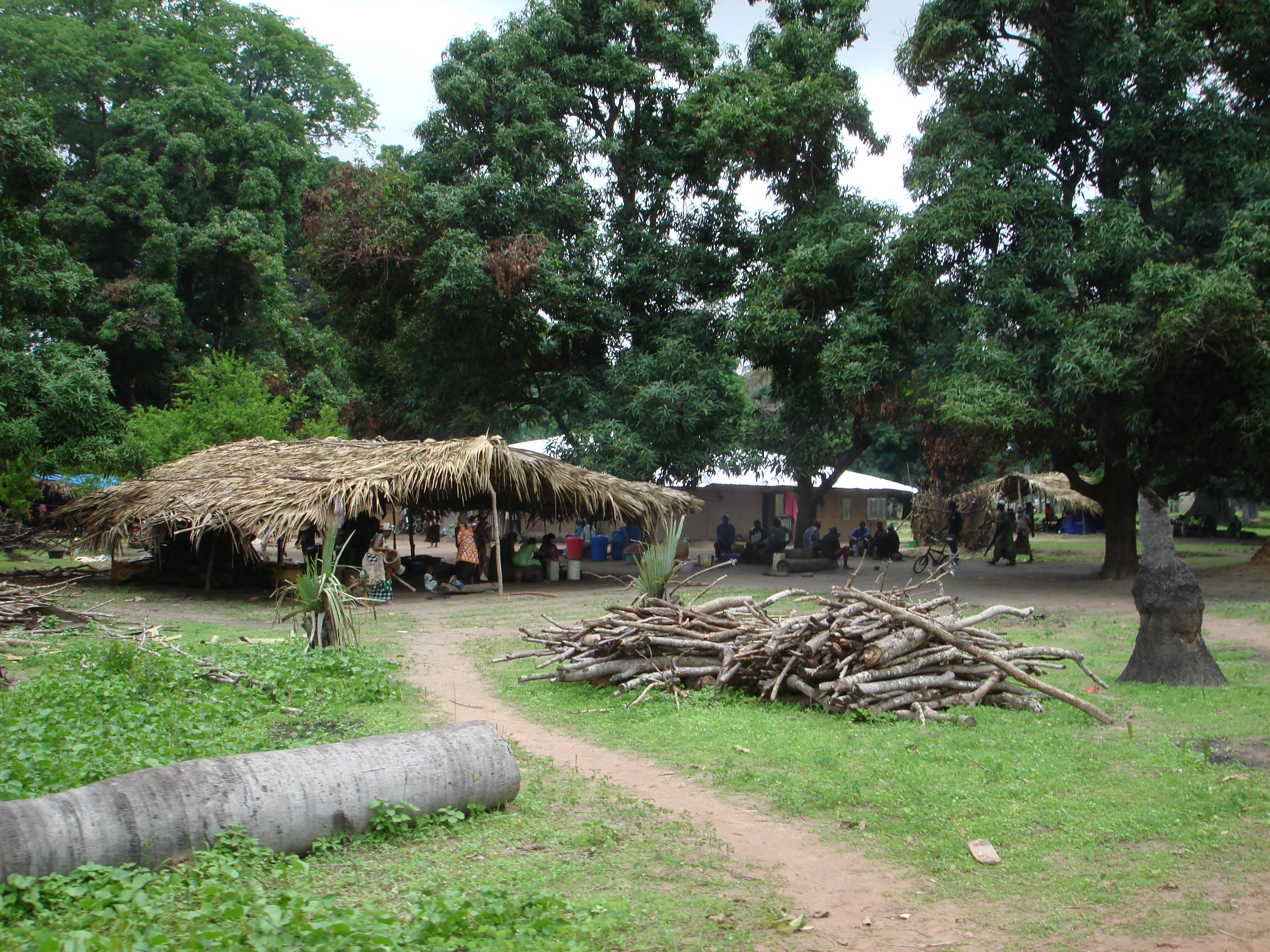
Baïla en Casamance
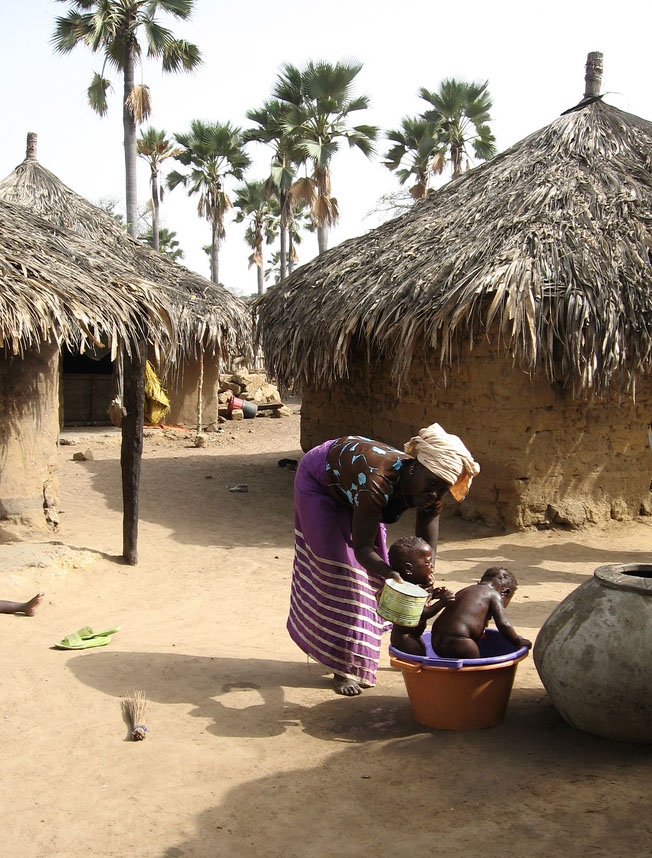
Village sérère du Sine-Saloum
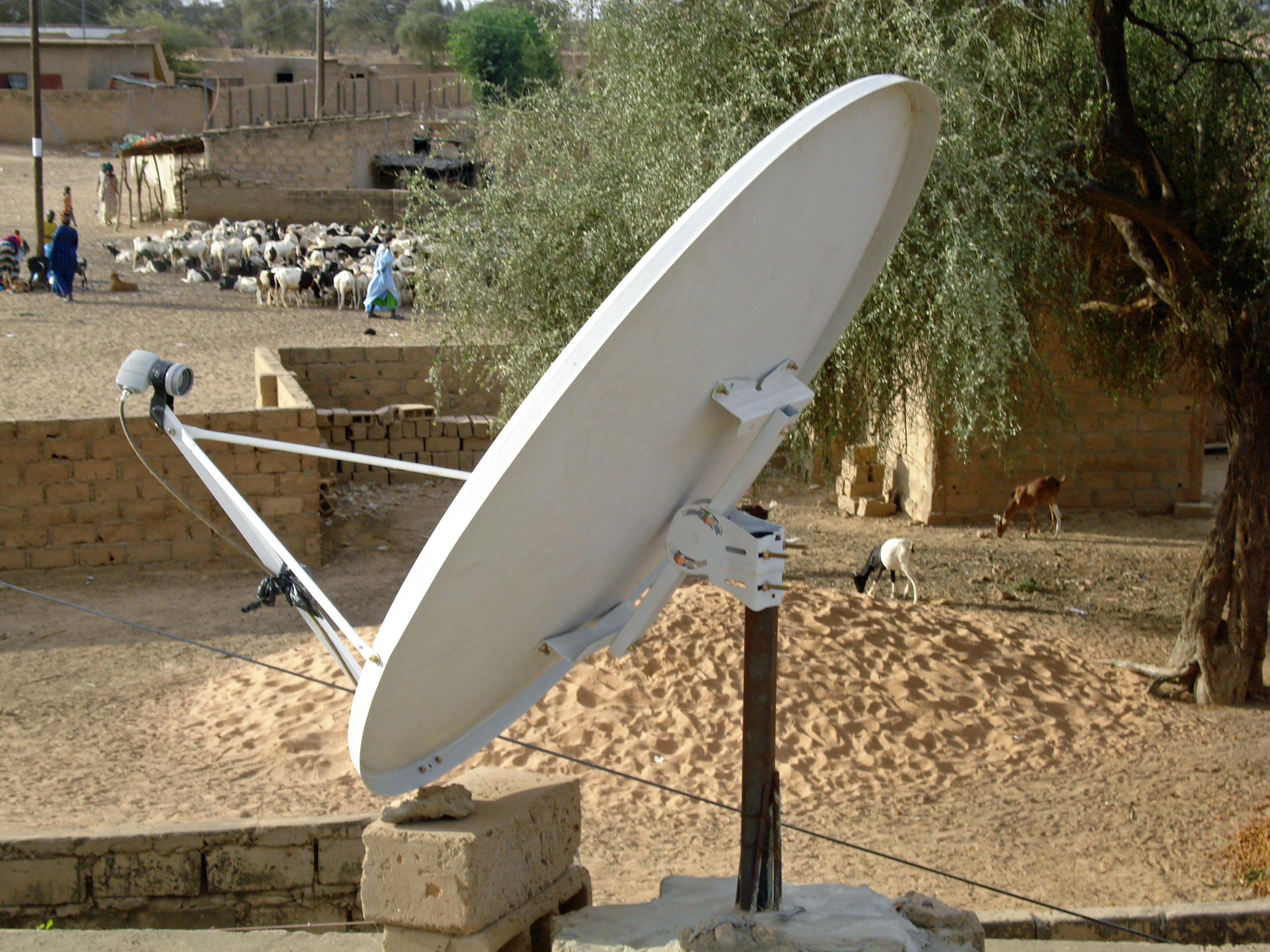
Agnam-Goly dans le département de Matam